# Estadi Free State
L'Estadi Free State és un estadi a Bloemfontein, Sud-àfrica, on es juga a rugbi i també a futbol. L'estadi va ésser construït per albergar la Copa del Món de Rugbi del 1995, i fou seu de la Copa del Món de futbol 2010. També fou seu de la Copa d'Àfrica de Nacions 1996.
Els equips que juguen a rugbi, són:
- Els Free State Cheetahs
- Els Central Cheetahs

L'equip que juga de futbol que juga en aquest estadi és:
- Els Bloemfontein Cèltic

## Copa del món de futbol de 2010
Partits del torneig que es varen jugar a l'estadi:
Vuitens de final
| Alemanya                                  | 4 - 1 | Anglaterra |
| ----------------------------------------- | ----- | ---------- |
| Klose 20' · Podolski 32' · Müller 67' 70' | Fitxa | Upson 37'  |